# Nguyễn Phong Hồng Duy
Nguyễn Phong Hồng Duy (sinh ngày 13 tháng 6 năm 1996) là một cầu thủ bóng đá chuyên nghiệp người Việt Nam hiện đang thi đấu ở vị trí hậu vệ cánh trái cho câu lạc bộ Thép Xanh Nam Định và đội tuyển quốc gia Việt Nam.

## Hoàn cảnh
Nguyễn Phong Hồng Duy sinh ngày 13 tháng 6 năm 1996 tại huyện Chơn Thành, tỉnh Bình Phước. Ngay từ khi còn nhỏ, anh đã bộc lộ niềm đam mê mãnh liệt với trái bóng. Duy kể lại ngày xưa anh thường xuyên trốn học đi đá bóng. Không có một bãi đất trống nào là Duy chưa đặt chân đến. Anh có thể mải mê chơi bóng đến tối mịt mới về. Duy chia sẻ niềm đam mê này phần nào anh được kế thừa từ chính bố mình. Ông từng là tuyển thủ nổi tiếng của câu lạc bộ Sông Bé cũ những năm 1970-1980. Vậy nên Duy được cha truyền cho ý chí từ khi còn nhỏ. Ông cũng là người nâng đỡ và ủng hộ Duy phát triển năng khiếu bóng đá của mình.
Năm 2010, Duy thử việc ở Becamex Bình Dương, tuy nhiên điều kiện không cho phép nên gia đình khuyên lên Gia Lai xin thử việc bởi ở đó cơ sở vật chất cũng như chất lượng đào tạo tốt hơn. Anh ở Hàm Rồng gần 2 tháng, tạo được nhiều ấn tượng nên các thầy nói sẽ ký hợp đồng. Lúc đó, khả năng Duy được chọn vào lớp đầu tiên của Học viện HAGL Arsenal JMG là rất cao bởi thầy Graechen nhiều lần khen ngợi và tạo điều kiện cho anh đá với các bạn Công Phượng, Tuấn Anh, Xuân Trường. Không may đúng thời điểm đó, gia đình có chuyện, cha mẹ gọi về, không muốn Duy đá bóng nữa mà bắt đi học.
Về nhà ở Chơn Thành (Bình Phước) được vài tháng, nghe tin đội năng khiếu Becamex Bình Dương dời về trung tâm đào tạo mới, có cơ sở vật chất khang trang hơn, lại ở gần nhà nên Hồng Duy xin cha mẹ được thử sức. Chính trong thời gian này, nghe tin cuộc thi “Giấc mơ sân cỏ” sẽ tuyển sinh tại Bình Dương, Hồng Duy đăng ký tham dự. Vượt qua hơn 10.000 thí sinh ở Việt Nam, Hồng Duy cùng đồng đội ở lò đào tạo trẻ của Becamex Bình Dương là Nguyễn Minh Hùng tỏa sáng và được sang Qatar dự Vòng chung kết tuyển chọn.
Đó tưởng như là bước ngoặt lớn trong sự nghiệp của cầu thủ trẻ người Bình Phước, nhất là trước đó, Thái Sung liên tục được ca ngợi khi học ở Aspire. Tuy nhiên, mọi thứ đột ngột thay đổi theo hướng không ai ngờ Sau khi từ Qatar trở về, gia đình Duy chờ kết quả từ phía công ty môi giới chương trình “Giấc mơ sân cỏ”. Không ngờ sau đó, một thành viên trong công ty gọi điện cho cha mẹ Duy nói đã có kết quả, hẹn gặp để đưa giấy báo trúng tuyển. Cha mẹ Duy lúc đó đang bận nên nói sẽ sắp xếp xuống Thành phố Hồ Chí Minh sau để lấy giấy, người đó lại nói “cô chú tiếc gì mấy chục triệu đồng, em nó sang Qatar tương lai rộng mở rồi”. Cha mẹ Duy khi đó rất giận nên sau vài ngày, khi có người khác của công ty môi giới báo trúng tuyển và không cần phải đóng đồng nào vẫn được sang Aspire học, cha mẹ cũng không cho Duy đi nữa vì sợ không hiểu họ có đưa Duy đi Qatar thật hay không.
Sau sự cố đó, Hồng Duy một lần nữa xin cha mẹ lên Hoàng Anh Gia Lai tập luyện và do đã tạo ấn tượng từ trước, ban huấn luyện lớp năng khiếu đồng ý ngay.

## Sự nghiệp cầu thủ

### Khởi đầu

#### Hoàng Anh Gia Lai - Arsenal JMG
Ban đầu, cầu thủ sinh năm 1996 được xếp đá ở đội Năng khiếu. Ít lâu sau, Hồng Duy được HLV Graechen đặc cách đưa vào thi đấu cùng Học viện HAGL Arsenal JMG. Hồng Duy là một trong những học viên đầu tiên của Khóa 1 - Học viện HAGL Arsenal JMG. 

Đến giải Giải bóng đá U-21 Quốc tế báo Thanh niên 2014, khi được trả về đá tiền vệ, Hồng Duy bất ngờ tỏa sáng rực rỡ trở lại. Anh liên tiếp lập công, khiến mọi hàng thủ hoang mang và cùng U-19 HAGL vô địch.

### Sự nghiệp câu lạc bộ

#### Hoàng Anh Gia Lai
Khi bước vào V.League, Hồng Duy lại bị đẩy xuống đá hậu vệ cánh một lần nữa. Cầu thủ 19 tuổi tỏ ra non nớt tại đấu trường khắc nghiệt, thua kém rõ rệt khi phải đối đầu với “Tây”.

#### Thép Xanh Nam Định
Sau 16 năm thi đấu cho các cấp độ HAGL, năm 2023, Hồng Duy chuyển tới Thép Xanh Nam Địnhsau khi kết thúc hợp đồng với HAGL.

### Sự nghiệp quốc tế
Duy nhanh chóng trở thành nhân tố quan trọng của đội bóng, được gọi lên khoác áo U-19 Việt Nam.
Tuy nhiên kể từ lúc này, sự nghiệp của Hồng Duy lại trắc trở theo một cách khác: Anh thường xuyên bị luân chuyển giữa 2 vị trí hậu vệ và tiền vệ. Khi đội bóng thiếu hụt lực lượng, huấn luyện viên Graechen đã thử nghiệm phương án đưa Hồng Duy về đá hậu vệ trái. Khá bất ngờ khi anh lại chơi tốt ở vị trí mới. Kể từ đó, Hồng Duy trở thành người trấn giữ hàng lang trái cho đội U-19. Nhưng càng thi đấu với các đối thủ mạnh, điểm yếu về phòng ngự của Duy càng lộ rõ. Vốn là tiền vệ, anh vẫn giữ thói quen xử lý và tìm cách chuyền hơn là phá bóng. Không ít trận đấu, Hồng Duy mắc sai sót dẫn đến bàn thua của đội nhà.
Dù thể hiện chưa thật ấn tượng trong màu áo HAGL, Hồng Duy vẫn được gọi lên tuyển U23 Việt Nam. Trong đợt triệu tập đội U-23 Việt Nam để chuẩn bị cho vòng loại U-23 châu Á 2016, số cầu thủ từ Hoàng Anh Gia Lai áp đảo trong danh sách, bao gồm cả Hồng Duy.. Nhưng trong quá trình tập luyện Duy bị chấn thương nên không thể tham gia vòng loại U-23 châu Á và SEA Games 28.

## Thống kê sự nghiệp

### Câu lạc bộ
Số liệu thống kê chính xác tới 22 tháng 7 năm 2021.
| Câu lạc bộ        | Giải           | Giải           | Giải | Giải | Cúp Quốc gia | Cúp Quốc gia | Châu lục | Châu lục | Khác | Khác | Tổng | Tổng |
| Câu lạc bộ        | Giải           | Giải đấu       | Trận | Bàn  | Trận         | Bàn          | Trận     | Bàn      | Trận | Bàn  | Trận | Bàn  |
| ----------------- | -------------- | -------------- | ---- | ---- | ------------ | ------------ | -------- | -------- | ---- | ---- | ---- | ---- |
| Hoàng Anh Gia Lai | 2015           | V.League       | 10   | 1    | 0            | 0            | -        | -        | -    | -    | 10   | 1    |
| Hoàng Anh Gia Lai | 2016           | V.League       | 23   | 3    | 4            | 1            | -        | -        | -    | -    | 27   | 4    |
| Hoàng Anh Gia Lai | 2017           | V.League       | 17   | 1    | 1            | 0            | -        | -        | -    | -    | 18   | 1    |
| Hoàng Anh Gia Lai | 2018           | V.League       | 21   | 1    | 3            | 0            | -        | -        | -    | -    | 24   | 1    |
| Hoàng Anh Gia Lai | 2019           | V.League       | 23   | 3    | 3            | 1            | -        | -        | -    | -    | 26   | 4    |
| Hoàng Anh Gia Lai | 2020           | V.League       | 20   | 0    | 1            | 0            | -        | -        | -    | -    | 21   | 0    |
| Hoàng Anh Gia Lai | 2021-22        | V.League       | 11   | 0    | 0            | 0            | -        | -        | -    | -    | 11   | 0    |
| Tổng sự nghiệp    | Tổng sự nghiệp | Tổng sự nghiệp | 125  | 9    | 12           | 2            | -        | -        | -    | -    | 137  | 11   |

### Quốc tế
Tính đến ngày 3 tháng 1 năm 2023.
| Đội tuyển quốc gia | Năm       | Trận | Bàn |
| ------------------ | --------- | ---- | --- |
| Việt Nam           | 2017      | 1    | 0   |
| Việt Nam           | 2018      | 3    | 0   |
| Việt Nam           | 2019      | 7    | 0   |
| Việt Nam           | 2021      | 15   | 0   |
| Việt Nam           | 2022      | 5    | 0   |
| Việt Nam           | 2023      | 1    | 0   |
| Việt Nam           | Tổng cộng | 32   | 0   |

### U-23
| # | Ngày                | Địa điểm                                                 | Đối thủ | Bàn thắng | Kết quả | Giải đấu                                        |
| - | ------------------- | -------------------------------------------------------- | ------- | --------- | ------- | ----------------------------------------------- |
| 1 | 21 tháng 7 năm 2017 | Sân vận động Thống Nhất, Thành phố Hồ Chí Minh, Việt Nam | Ma Cao  | 7–0       | 8–1     | Vòng loại giải vô địch bóng đá U-23 châu Á 2018 |

### U-19
| #  | Ngày                | Địa điểm                                                            | Đối thủ   | Bàn thắng | Kết quả | Giải đấu                                  |
| -- | ------------------- | ------------------------------------------------------------------- | --------- | --------- | ------- | ----------------------------------------- |
| 1. | 12 tháng 9 năm 2013 | Sân vận động Gelora Delta, Sidoarjo, Indonesia                      | Malaysia  | 1–0       | 1–0     | Giải vô địch bóng đá U-19 Đông Nam Á 2013 |
| 2. | 13 tháng 8 năm 2014 | Sân vận động Quốc gia Hassanal Bolkiah, Bandar Seri Begawan, Brunei | Indonesia | 2–0       | 3–1     | Cúp Hassanal Bolkiah 2014                 |
| 3. | 15 tháng 8 năm 2014 | Sân vận động Quốc gia Hassanal Bolkiah, Bandar Seri Begawan, Brunei | Brunei    | 1–0       | 2–2     | Cúp Hassanal Bolkiah 2014                 |

## Danh hiệu
Thép Xanh Nam Định
- V.League 1: 2023–24

U-19 Việt Nam
- Á quân Giải vô địch bóng đá U19 Đông Nam Á: 2013, 2014

U-23 Việt Nam
- HCĐ Bộ môn bóng đá nam Đại hội Thể thao Đông Nam Á: 2015
- Á quân Giải vô địch bóng đá U-23 châu Á: 2018

Việt Nam
- Giải vô địch bóng đá Đông Nam Á: 2018

## Hoạt động khác

### Làm từ thiện
Nguyễn Phong Hồng Duy đã cùng một số đồng đội tại Học viện HAGL-Arsenal-JMG đã tham gia và hưởng ứng chương trình “Lễ hội mùa xuân vì cộng đồng 2014” do Câu lạc bộ Vì cộng đồng kết hợp chùa Huyền Trang tổ chức trong hai ngày 18 và 19 tháng 1 năm 2014 tại chùa Huyền Trang (chùa Lá), ở số 456/39 Huỳnh Tấn Phát, KP.7, H.Nhà Bè, TP.HCM.